# Junior League World Series 2004
Die Junior League World Series 2004 war die 24. Austragung der Junior League Baseball World Series, einem internationalen Baseballturnier für Knaben zwischen 13 und 14 Jahren. Gespielt wurde wie jedes Jahr in Taylor, Michigan.

## Teilnehmer
Die zehn Mannschaften bildeten eine Gruppe aus fünf Mannschaften aus den Vereinigten Staaten und eine Gruppe aus fünf internationalen Mannschaften.
| Vereinigte Staaten                   | International                                   |
| ------------------------------------ | ----------------------------------------------- |
| Massapequa Park, New York Region Ost | Saipan, Nördliche Marianen Region Asien-Pazifik |
| Tampa, Florida Region Süd            | Waterloo, Belgien Region EMEA                   |
| Fort Worth, Texas Region Südwest     | Moose Jaw, Saskatchewan Region Kanada           |
| Pearl City, Hawaii Region West       | Punto Fijo, Venezuela Region Lateinamerika      |
| Ankeny, Iowa Region Zentral          | Guaymas, Sonora Region Mexiko                   |

## Ergebnisse
Die Teams wurden in zwei Gruppen eingeteilt. Jeder spielte gegen Jeden in seiner Gruppe, die beiden Ersten spielten gegeneinander den Finalplatz aus.

### Vorrunde

#### Gruppe Vereinigte Staaten
| Platz | Region  | W | L | %     |
| ----- | ------- | - | - | ----- |
| 1.    | Süd     | 4 | 0 | 1.000 |
| 2.    | West    | 3 | 1 | 0.750 |
| 3.    | Zentral | 2 | 2 | 0.500 |
| 4.    | Südwest | 1 | 3 | 0.250 |
| 5.    | Ost     | 0 | 4 | 0.000 |

| Datum       | Zeit  | Begegnung | Begegnung | Begegnung | Ergebnis |
| ----------- | ----- | --------- | --------- | --------- | -------- |
| 15. August  | 17:30 | West      | –         | Ost       | 9:1      |
| 16. August* | 08:30 | Zentral   | –         | Südwest   | 16:3     |
| 16. August  | 11:00 | Südwest   | –         | Süd       | 15:21    |
| 16. August  | 17:00 | West      | –         | Zentral   | 9:8      |
| 17. August  | 17:00 | Süd       | –         | Ost       | 3:1      |
| 17. August  | 20:00 | West      | –         | Südwest   | 3:1      |
| 18. August  | 11:00 | Zentral   | –         | Süd       | 7:12     |
| 18. August  | 14:00 | Ost       | –         | Südwest   | 6:8      |
| 19. August  | 14:00 | West      | –         | Süd       | 9:10     |
| 19. August  | 20:00 | Ost       | –         | Zentral   | 1:7      |

* Das Spiel Zentral gegen Südwest musste vom 15. auf den 16.8. verschoben werden.

#### Gruppe International
| Platz | Region        | W | L | %     |
| ----- | ------------- | - | - | ----- |
| 1.    | Lateinamerika | 4 | 0 | 1.000 |
| 2.    | Mexiko        | 3 | 1 | 0.750 |
| 3.    | Asien-Pazifik | 1 | 3 | 0.250 |
| 4.    | EMEA          | 1 | 3 | 0.250 |
| 5.    | Kanada        | 1 | 3 | 0.250 |

| Datum      | Zeit  | Begegnung     | Begegnung | Begegnung     | Ergebnis |
| ---------- | ----- | ------------- | --------- | ------------- | -------- |
| 15. August | 12:00 | Mexiko        | –         | EMEA          | 13:0     |
| 15. August | 14:45 | Lateinamerika | –         | Asien-Pazifik | 1:0      |
| 16. August | 14:00 | EMEA          | –         | Asien-Pazifik | 1:8      |
| 16. August | 20:00 | Kanada        | –         | Lateinamerika | 0:13     |
| 17. August | 11:00 | Lateinamerika | –         | EMEA          | 12:2     |
| 17. August | 14:00 | Mexiko        | –         | Kanada        | 3:1      |
| 18. August | 17:00 | Kanada        | –         | Asien-Pazifik | 8:3      |
| 18. August | 20:00 | Mexiko        | –         | Lateinamerika | 11:13    |
| 19. August | 11:00 | Mexiko        | –         | Asien-Pazifik | 4:2      |
| 19. August | 17:00 | EMEA          | –         | Kanada        | 6:5      |

### Finalrunde
|  | US und Intern. Finale | US und Intern. Finale |                   |         | Weltmeisterschaft | Weltmeisterschaft |
|  |                       |                       |                   |         |                   |                   |
|  | 20. August            |                       |                   |         |                   |                   |
|  | IN1 Lateinamerika     | 2                     |                   |         |                   |                   |
|  | IN2 Mexiko            | 0                     |                   |         | 21. August        | 21. August        |
|  |                       |                       | IN1 Lateinamerika | 2       |                   |                   |
|  | 20. August            | 20. August            |                   | US1 Süd | 5                 |                   |
|  | US1 Süd               | 5                     |                   |         |                   |                   |
|  | US2 West              | 0                     |                   |         |                   |                   |
|  |                       |                       |                   |         |                   |                   |

## Weblink
- Offizielle Website der Junior League World Series